# Pararobertsonia chesapeakensis
Pararobertsonia chesapeakensis är en kräftdjursart som först beskrevs av C. B. Wilson 1932.  Pararobertsonia chesapeakensis ingår i släktet Pararobertsonia och familjen Diosaccidae. Inga underarter finns listade i Catalogue of Life.